# 图克河畔博讷维尔
圖克河畔博讷维尔（法語：Bonneville-sur-Touques，法語發音：[bɔnvil syʁ tuk] ⓘ）是法国卡尔瓦多斯省的一个市镇，属于利雪区。

## 地理
图克河畔博讷维尔（49°20'17"N, 0°7'11"E）面积6.63 平方千米，位于法国诺曼底大区卡爾瓦多斯省，该省份为法国西北部沿海省份，北濒大西洋英吉利海峡，东北与滨海塞纳省以海上边界相接，东临厄尔省，南至奧恩省，西与芒什省接壤。
与图克河畔博讷维尔接壤的市镇（或旧市镇、城区）包括：卡纳普维尔、欧日地区昂格莱克维尔、圣阿尔努、圣艾蒂安拉蒂耶、圣加蒂安德布瓦、图克、图尔热维尔。

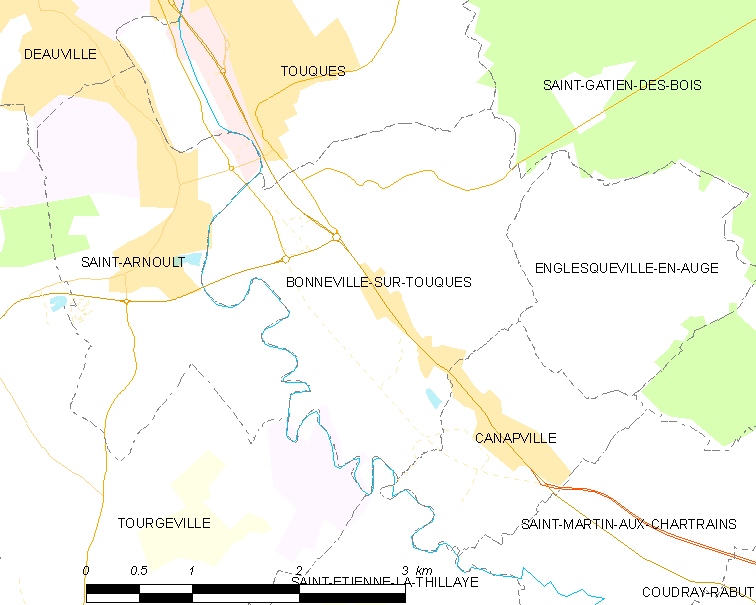
图克河畔博讷维尔的OSM定位图

图克河畔博讷维尔的时区为UTC+01:00、UTC+02:00（夏令时）。

## 行政
图克河畔博讷维尔的邮政编码为14800，INSEE市镇编码为14086。

## 政治
图克河畔博讷维尔所属的省级选区为蓬莱韦克县。

## 人口

1962-2008年间图克河畔博讷维尔人口变化图示

图克河畔博讷维尔于2022年1月1日时的人口数量为323人。